# Discopeltis zechendorfi
Discopeltis zechendorfi är en skalbaggsart som beskrevs av Schauer 1935. Discopeltis zechendorfi ingår i släktet Discopeltis och familjen Cetoniidae. Inga underarter finns listade i Catalogue of Life.